# Yosuke Kashiwagi
Yosuke Kashiwagi (n. 15 decembrie 1987) este un fotbalist japonez.

## Statistici
| Japonia | Japonia | Japonia |
| An      | Meciuri | Goluri  |
| ------- | ------- | ------- |
| 2010    | 1       | 0       |
| 2011    | 2       | 0       |
| 2012    | 1       | 0       |
| Total   | 4       | 0       |